# Seven Seconds (serie televisiva)
Seven Seconds è una serie televisiva originale Netflix.  Veena Sud è la creatrice e showrunner della serie, mentre Gavin O'Connor è il regista e produttore esecutivo. La serie, prodotta da Fox 21 Television Studios, è ispirata al film russo The Major (2013), scritto e diretto da Yuri Bykov. La prima stagione, composta da 10 episodi, è stata distribuita su Netflix il 23 febbraio 2018. Il 18 aprile 2018 Netflix ha confermato che la serie rimarrà limitata a una sola stagione e non ce ne sarà una seconda.

## Trama
Brenton Butler, un ragazzo di colore originario di Jersey City, viene investito accidentalmente dall'auto di un poliziotto bianco e ferito gravemente. I colleghi intervenuti, presumendo che il ragazzo sia morto, tentano di insabbiare il caso. Di fronte all'ingiustizia e alla mancata risoluzione del caso cresce la rabbia della comunità ed esplodono le tensioni razziali.

## Personaggi e interpreti

### Principali
- Clare-Hope Ashitey nel ruolo di K.J. Harper
- Beau Knapp nel ruolo di Peter Jablonski
- Michael Mosley nel ruolo di Joe “Fish” Rinaldi
- David Lyons nel ruolo di Mike DiAngelo
- Russell Hornsby nel ruolo di Isaiah Butler
- Raúl Castillo nel ruolo di Felix Osorio
- Patrick Murney nel ruolo di Manny Wilcox
- Zackary Momoh nel ruolo di Seth Butler
- Michelle Veintimilla nel ruolo di Marie Jablonski
- Regina King nel ruolo di Latrice Butler

### Ricorrenti
- Corey Champagne nel ruolo di Kadeuce Porter, doppiato da Alessandro Campaiola
- Nadia Alexander nel ruolo di Nadine MacAllister, doppiata da Lucrezia Marricchi
- Coley Mustafa Speaks nel ruolo di Messiah, doppiato da Stefano Thermes
- Adriana DeMeo nel ruolo di Teresa, doppiata da Mattea Serpelloni
- Jeremy Davidson nel ruolo di James Connelly, doppiato da Alberto Angrisano
- Gretchen Mol nel ruolo di Sam Hennessey, doppiata da Giuppy Izzo

## Episodi

### Prima stagione
| n° | Titolo originale              | Titolo italiano              | Diretto da               | Scritto da                   | Pubblicazione USA e Italia |
| -- | ----------------------------- | ---------------------------- | ------------------------ | ---------------------------- | -------------------------- |
| 1  | Pilot                         | Pilot                        | Gavin O'Connor           | Veena Sud                    | 23 febbraio 2018           |
| 2  | Brenton's Breath              | Il respiro di Brenton        | Jonathan Demme (postumo) | Veena Sud                    | 23 febbraio 2018           |
| 3  | Matters of Life and Death     | Questioni di vita o di morte | Jon Amiel                | J. David Shanks              | 23 febbraio 2018           |
| 4  | That What Follows             | Le conseguenze               | Tanya Hamilton           | Dan Nowak                    | 23 febbraio 2018           |
| 5  | Of Gods and Men               | Uomini e dei                 | Coky Giedroyc            | Shalisha Francis             | 23 febbraio 2018           |
| 6  | Until It Do                   | Finché accade                | Ernest Dickerson         | Francesca Sloane             | 23 febbraio 2018           |
| 7  | Boxed Devil                   | Il diavolo in scatola        | Ed Bianchi               | Rhett Rossi                  | 23 febbraio 2018           |
| 8  | Bailed Out                    | La cauzione                  | Dan Attias               | Evangeline Ordaz             | 23 febbraio 2018           |
| 9  | Witnesses for the Prosecution | I testimoni dell'accusa      | Victoria Mahoney         | John Lopez                   | 23 febbraio 2018           |
| 10 | A Boy and a Bike              | Un ragazzo in bicicletta     | Ed Bianchi               | Veena Sud e Shalisha Francis | 23 febbraio 2018           |

## Produzione

### Sviluppo
Il 18 ottobre 2016 è stato annunciato che Netflix aveva richiesto la produzione di una serie da una stagione composta da 10 episodi. La serie fu creata da Veena Sud insieme a Gavin O'Connor. Tra le società di produzione coinvolte vi è anche Fox 21 TV Studios.

### Casting
Il 25 ottobre 2016, fu annunciato l'ingresso nel cast di David Lyons e Beau Knapp.
Il 17 novembre 2016, si sono uniti al gruppo Russell Hornsby, Raul Castillo e Zackary Momoh. Il mese successivo, anche Michael Mosley e Patrick Murney sono entrati a far parte del cast.
Il 1º dicembre 2016, fu confermata la partecipazione di Regina King nel ruolo di Latrice Butler seguita, qualche settimana dopo, da Clare-Hope Ashitey, che interpreta K.J. Harper.

### Distribuzione
Il 24 gennaio 2018, Netflix ha diffuso il primo trailer ufficiale oltre ad alcune immagini della serie. Il 18 aprile 2018, Netflix cancella la serie dopo una stagione.

## Accoglienza
La serie ha ricevuto un'accoglienza positiva da parte della critica, in occasione dell'anteprima, soprattutto per la recitazione dei personaggi. Secondo il sito web di recensioni Rotten Tomatoes, Seven Seconds ha un livello di gradimento del 75%, con una valutazione media di 6.05 su 10 basata su 34 recensioni. Metacritic, che utilizza una media ponderata, ha assegnato alla serie un punteggio di 68 su 100 basato su 20 recensioni, mostrano "recensioni generalmente positive."